# Димпелфелд
Димпелфелд (њем. Dümpelfeld) општина је у њемачкој савезној држави Рајна-Палатинат. Једно је од 74 општинска средишта округа Арвајлер. Према процјени из 2010. у општини је живјело 675 становника. Посједује регионалну шифру (AGS) 7131501.

## Географски и демографски подаци
Димпелфелд се налази у савезној држави Рајна-Палатинат у округу Арвајлер. Општина се налази на надморској висини од 481 метра. Површина општине износи 11,9 km². У самом мјесту је, према процјени из 2010. године, живјело 675 становника. Просјечна густина становништва износи 57 становника/km².